# 용담댐
용담댐(龍潭댐)은 전북특별자치도 진안군 용담면 월계리, 금강 상류에 있는 댐이다. '용담다목적댐'이라고도 한다. 1990년에 착공하여 2001년 10월 13일에 준공되었다. 높이 70 m, 길이 498 m, 총저수량 8억1500만 톤의 콘크리트 차수벽형 석괴댐으로 총 공사비는 1조5889억 원이 투입되었다.
주요시설로는 21.9 km의 도수터널과 도수터널 끝인 완주군 고산면에 유역변경식 수력발전소가 있다. 용담댐으로 만들어진 용담호는 저수량 기준으로 소양호, 충주호, 대청호, 안동호에 이어 대한민국 5위이다.

## 시설 개요
- 하천명 : 금강 본류
- 위치
  - 좌안 : 전북특별자치도 진안군 용담면 월계리
 우안 : 전북특별자치도 진안군 안천면 삼락리
- 총공사비 : 1조5889억 원
- 연평균 강우량 : 1,230 mm
- 연평균 유입량 : 32억2천만 m³
- 사업기간 : 1990년 ∼ 2001년 10월

### 본댐
- 형식 : 콘크리트 차수벽형 석괴댐
- 길이 : 498 m
- 높이 : 70 m

### 저수지
- 총저수용량 : 8억1500만 톤
- 저수면적 : 31.4 km2

## 이용 현황
- 용담댐은 익산·김제·군산·정읍·전주 지역의 호남평야에 농업용수를, 군산·장항 산업단지에 생활, 공업, 농업용수를 공급하고 있다.
- 여수로(餘水路) 5개를 댐 왼쪽에 설치하여, 상습 침수지역인 금강 중류·하류 지역의 홍수를 대비할 수 있다
- 수력발전소에서는 연간 1억9800만 kW의 전력을 생산한다.